# 未来政治塾
未来政治塾（みらいせいじじゅく）は、滋賀県知事の嘉田由紀子が塾長となり、女性や若者の政治参加を促すために設立した政治塾である。

## 概要
2012年2月より受講生300人を募集し、同年4月に開講。年齢や性別、支持政党は問わない。通学コースとインターネットで受講できるコースを設け、概ね月1回の講座を実施し、1年間で完結する形で開催。2014年度までの3年に渡り実施。
2018年5月に記者会見を行い、「チームしが」協力のもと、塾の再開を表明。
同塾として国政選挙や地方選挙に候補者を擁立する予定はないとしているが、出馬希望者も「排除はしない」としている。全国最年少の鈴木直道夕張市長ら全国の若手市長、大阪府市統合本部特別顧問の古賀茂明らが講師を務め、特別顧問にはジャーナリストの田原総一朗が任命されている。

## 出身者
- 伊藤徳宇（三重県桑名市長）
- 明石孝利（三重県鈴鹿市議会議員）
- 奥野嘉己（滋賀県前彦根市議会議員）
- 嘉田修平（滋賀県大津市議会議員）
- 加藤美幸（愛知県半田市議会議員）
- 駒井千代（滋賀県議会議員）
- 沢田かおる（奈良県生駒市議会議員）
- 島田智明（大阪府河内長野市長）
- 白井菜穂子（東京都日野市議会議員）
- 須田和（兵庫県尼崎市議会議員）
- 竹尾耕児（滋賀県近江八幡市議会議員）
- 塚本茂樹（滋賀県議会議員）
- 冨田達也（京都府長岡京市議会議員）
- 中川雅史（滋賀県長浜市議会議員）
- 能登恵子（福井県小浜市議会議員）
- 堀元子（兵庫県三木市議会議員）
- 松村紘子（大阪府交野市議会議員）
- 森重重則（滋賀県守山市議会議員）
- 八木良人（滋賀県草津市議会議員）
- 出町あけみ（滋賀県大津市議会議員）